# 英格拉姆M6衝鋒槍
英格拉姆M6（英語：Ingram Model 6）是一款由美国槍械設計師戈登·B·英格拉姆所設計、1949年至1952年之間由加利福尼亚州洛杉矶警用軍械公司所生產的冲锋枪，發射.45 ACP、9×19毫米帕拉貝倫和.38超級彈三種口徑的手枪子彈。

## 歷史
英格拉姆M6的原型是在1940年，槍械設計師戈登·B·英格拉姆研製的一枝原型衝鋒槍。1949年至1952年之間，警用軍械公司生產了15,000至20,000枝，主要是卖给了採用它的古巴海军、秘鲁陆军以及美國國內少數警察局。在秘魯，還取得了特許生產。

## 設計
雖然英格拉姆M6具有類似於汤普森冲锋枪的外觀，但其實它原來的研製目的是作為美國國內的執法機構市場上銷售的一款廉價替代型衝鋒槍。除了與湯普森一樣有著發射.45 ACP手枪彈藥的規格，還有發射9×19公釐帕拉貝倫彈和.38超級彈的型號。總長度約為762毫米（30英吋），槍管長度則為228毫米（8.98英吋）。其彈匣為方型設計，具有30發子彈容量。
英格拉姆M6具有兩種基本型號，一種是“軍用型”，另一種稱為“警用型”。軍用型M6類似湯普森M1和M1A1，使用木質前托型護木和具有護翼的準星，還可裝上一把錐形剌刀。警用型M6類似湯普森M1921至M1928，槍管下方裝有與後者非常相似的前握把，槍管表面亦具有散熱片。兩種型號都使用相同的整體式木製槍托和手槍握把部件，以及單連發扳機（輕扣一段時為半自動，扣到底則是全自動）。

## 衍生型
英格拉姆M7版本在1952年生產，不同之處在於它使用閉鎖式槍栓和在扳機上方增加了一個明顯的快慢機旋柄。1950年代時少量生產。

## 使用国
- 古巴
  - 古巴革命海軍（英语：Cuban Revolutionary Navy）
- 秘魯
  - 秘鲁陆军（英语：Peruvian Army）
- 美国
  - 少數地方警察局

## 資料來源
1. 1 2  .   [2016-04-04]. （原始内容存档于2010-09-15）.

## 外部連結
- （英文）—Modern Firearms—Ingram Model 6 (M6) submachine gun （页面存档备份，存于）
- （英文）—Weapon.ge—Ingram M6 / M7[]
- （英文）—Security Arms—
  - Ingram Model 6 （页面存档备份，存于）
  - Ingram M-6 （页面存档备份，存于）
- （英文）—Nazarian`s Gun`s Recognition Guide Ingram Model 6 / 7 (M6/M7) （页面存档备份，存于）
- （英文）—Small Arms Review.com—The Ingram Model 6 An Idea Whose Time Has Come （页面存档备份，存于）
- （简体中文）—D Boy Gun World（槍炮世界）—英格拉姆M6、M7、M8、M9冲锋枪 （页面存档备份，存于）